# Paul Essiembre
Paul Essiembre est un acteur canadien.

## Filmographie

### Cinéma
- 1998 : Moving Day : Brent
- 2001 : Chasing Cain : Wallace
- 2021 : Nobody : Jim
- 2022 : Bed Rest de Lori Evans Taylor : Dean Whittier

### Séries télévisées
- 1998 : Silver Surfer : The Silver Surfer / Norrin Radd (voix)
- 1999-2000 : Avengers : Swordsman / Jacques Duquesne
- 1999 : Sauveteurs du monde (Rescue Heroes) : Gil Gripper
- 2000 : Sydney Fox, l'aventurière : Ross Crawford jeune (saison 1, épisode 1)
- 2000 : The Accuser : Robber 1 / Rollins / Member 2 (voix)
- 2002 : Veritas : Cordova (saison 1, épisode 3)
- 2002 : Doc : Bob Nolan (saison 3, épisode 20)
- 2005 : Queer as Folk : Le père de Ted (saison 5, épisode 10)
- 2006 : ReGenesis : Jim Grayson (saison 2, épisode 9)
- 2009 : Les Enquêtes de Murdoch : Jacob Summers (saison 2, épisode 12)
- 2010 : Covert Affairs : Hughes (saison 1, épisode 4)
- 2011 : Suits : Avocats sur mesure : Nick Zegan (saison 1, épisode 6)
- 2011 : Nikita : Darren (saison 2, épisode 17)
- 2011 : Flashpoint : John Fuller (saison 4, épisode 4)
- 2012 : Perception : Alan Dirk (saison 1, épisode 1)

### Téléfilms
- 2000 : The Loretta Claiborne Story : Crenshaw
- 2000 : A House Divided : Hotel Clerk
- 2001 : Danger en haute mer (Danger Beneath the Sea) : St1 Tony Martinez
- 2003 : Au-delà des barrières (Good Fences) : Teacher
- 2003 : The Piano Man's Daughter : Charles Ormond
- 2004 : Coast to Coast : Howard
- 2004 : Photographic Fate : Man
- 2005 : SRAS : Alerte au virus mondial : Bill Polaski
- 2012 : Un cœur pour Noël (A heart of christmas) : Mike Norman
- 2013 : Jack : Dougie
- 2016 : Noël à pile ou face : Bryan
- 2018 : Les biscuits préférés du Père Noël : Jeff Mulligan
- 2019 : Abandonnée à 13 ans : Rice
- 2019 : Une romance de Noël en sucre d'orge (Merry & Bright) : Royce Rutherford
- 2020 : La boutique des amoureux (Follow Me to Daisy Hills) de Séan Geraughty : Duke
- 2020 : Un vœu d’amour pour Noël (Project Christmas Wish) de Jeff Beesley : Tom
- 2021 : La folie d’une mère : l’histoire vraie de Debora Green (A House on Fire) de Shamim Sarif : Dr Mark Sutton